# Az Ige megtestesült
Az Ige megtestesült a karácsonyi időszakban Úrfelmutatás után énekelt egyházi népének. Szövegét Simon Jukundián írta. Dallammal együtt a Zsasskovszky–Tárkányi énektárban jelent meg.
Feldolgozás:
| Szerző        | Mire                | Mű                                   |
| ------------- | ------------------- | ------------------------------------ |
| Ludvig József | ének, gitárakkordok | Mennyből az angyal, 18. és 28. oldal |

## Kotta és dallam
| Az ige megtestesült Názáretben, kit Mária szűzen szült Betlehemben. Itt vagyon elrejtve kenyérszínben, imádjuk mindnyájan egyetemben.            | Ezt az igaz nagy Isten bölcsessége Mindeneknek javára cselekedte. E dolgon angyalok csodálkoznak, Teremtett állatok álmélkodnak.     |
| Betlehembe ne menjünk, föltaláljuk. Jelen e szent oltáron, s magasztaljuk! Mert szívünk ha tiszta és ártatlan, Kedvesebb az neki, mint az arany. | Dicsőség és dicséret az Atyának, E világra született szent Fiának, És vele a kegyes Szentléleknek, Szentháromságban az egy Istennek! |

## Felvételek
- Az Ige megtestesült Názáretben - énekversenyre. gloria.tv (Hozzáférés: 2016. december 10.) (audió)
- Az Ige megtestesült Názáretben. Hittansuli (Hozzáférés: 2016. december 10.) (audió) arch
- Az ige megtestesült (Szent Karácsony). Soroksári Nagytemplom Énekkara  YouTube (2010. december 15.)  (Hozzáférés: 2016. december 9.) (audió)
- Az Ige Megtestesült Nazaretben. Városmajori katolikus templom kórusa  YouTube (2015. december 24.)  (Hozzáférés: 2016. december 10.) (audió)
- Az ige megtestesült - karácsonyi dalok. Polgári Református Kórus  YouTube (2015. november 14.)  (Hozzáférés: 2016. december 10.) (audió)